# EC Taubaté
Esporte Clube Taubaté - jest brazylijskim klubem piłkarskim z siedzibą w Taubaté w stanie São Paulo. 

## Historia
Esporte Clube Taubaté został założony 1 listopada 1914 przez kibiców José Pedro de Oliveira, Jayme Tindal i Frederico Livrero jako Sport Club Taubaté. Kilka tygodni później 25 grudnia 1914 klub rozegrał swój pierwszy mecz ligowy. Na Estádio da Praça Monsenhor Silva Barros Taubaté uległo 1-6 AA das Palmeiras São Paulo. Pierwszy sukces klub osiągnął w 1919, kiedy to wygrał rozgrywki Campeonato Paulista do Interior. Sukces ten klub powtórzył w 1926 i 1942.
W 1954 klub po raz pierwszy awansował do ligi stanowej São Paulo. W lidze stanowej klub występował przez 8 lat, najwyższą pozycję (siódmą) osiągając w 1959. Do pierwszej ligi stanowej Taubaté powróciła w 1979. Taubaté uczestniczyło w lidze stanowej przez 5 lat. Od 1985 klub występuje głównie w drugiej i trzeciej lidze stanowej São Paulo.

## Sukcesy
- Campeonato Paulista do Interior (3): 1919, 1926, 1942.
- Campeonato Paulista Série A2 (2): 1954, 1979.

## Reprezentanci Brazylii w klubie
| - José Augusto Brandão - Tatú - Alfredo - Victor Ratautas - Renato Cunha Valle - Sebastião Miranda da Silva - Carlos Augusto José Lira | - Carlos Renato Frederico - Edmar Bernardes dos Santos - Sérgio Vágner Valentim - Almir da Silva - Zito - André Luís dos Santos Ferreira repr. olimp. |

## Trenerzy
- Aymoré Moreira (?)
- Wilson Francisco Alves (1981)